# Vasilissa (bicho-pau)
Vasilissa é um género monótipo de bicho-pau pertencente à família Phasmatidae. A sua única espécie é Vasilissa walkeri.
A espécie podem ser encontrada no norte da Austrália.